# I pesci rossi
I pesci rossi è un dipinto (cm 147x98) del pittore francese Henri Matisse del 1912, appartenuto a Sergej Ščukin ed ora conservato nel museo statale di arti figurative Museo Puškin  di Mosca.

## Descrizione dell'opera
Il soggetto del quadro è un gruppo di quattro pesciolini rossi che nuotano nella loro brocca, con lo sguardo rivolto verso il curioso che è intento ad osservarli. Il recipiente è poggiato su di un tavolino circolare, a sua volta situato in un ambiente particolare, probabilmente lo studio stesso dell'artista, che è circondato da una lussureggiante vegetazione tropicale. Nell'angolo inferiore sinistro è possibile vedere parzialmente una poltrona in giunco verniciato per ricordare all'osservatore che il tutto è ambientato in un luogo realmente esistente.

## Analisi dell'opera
L'immagine, a prima vista semplice e priva di significati nascosti, colpisce per la sua ambiguità visuale: per esempio lo sfondo è costellato da foglie a palmo largo, fiori magenta e piante di diversa specie, tuttavia se si osserva con attenzione, questi vegetali sono privi di vasi o recipienti da cui sbocciano vistosi, pertanto è difficile comprendere se essi sono reali oppure sono il decoro stampato su di una probabile carta da parati incollata nello studio dell'artista. In alcune parti del dipinto, la tela è ben visibile poiché non è stata coperta dalle pennellate del pittore, questo per mostrare la semplice funzione di supporto che essa possiede.
Le ambiguità appena descritte, per Matisse, non devono essere risolte mai definitivamente, ma egli prevede che rimangano tali e che accrescano, nella semplicità del quadro, il gusto per il misterioso, spingendo l'osservatore a una percezione meno ovvia e banale del dipinto. La composizione di pesci rossi deve essere vista come un mero gioco formale che non ha nulla a che vedere con la comunicazione di alcuni messaggi subliminali.
Inoltre, interessantissima è la "spiegazione" del fenomeno fisico della rifrazione alla quale siamo tanto abituati da non notarla quasi più. Invece Matisse ci mostra chiaramente le piante di ogni singolo pesce: quelle che provengono dalla superficie laterale dell'acquario e quelle che provengono dalla superficie superiore.